# Freddy (football, 1979)
Pour les articles homonymes, voir Freddy.
Frederico de Castro Roque dos Santos dit « Freddy », est un footballeur international angolais né le 14 août 1979 à Malanje.

## Carrière
- 1998-2001 : GD Estoril-Praia  Portugal
- 2001-2005 : União Leiria  Portugal
- 2005-2005 : Moreirense FC  Portugal
- 2005-2006 : Al Gharrafa Doha  Qatar
- 2006 : Deportivo Aves  Portugal
- 2007 : Negeri Sembilan FA  Malaisie
- 2007 : Doxa Katokopia  Chypre
- 2008 : EN Paralimni  Chypre
- 2009- : AEL Limassol  Chypre